# Rosalind Brewer
Rosalind Brewer (nascida em Detroit, 1962) é uma executiva estadunidense. Ela é a presidente e diretora operacional da Starbucks. Brewer também foi ex-presidente e CEO do Sam's Club, uma divisão da Wal-Mart Stores Inc. Ela foi eleita pela Forbes a 34ª mulher mais poderosa do mundo em 2018.